# 서피스 프로 9
서피스 프로 9는 서피스 프로 8과 서피스 프로 X를 계승하는 마이크로소프트의 2-in-1 분리형 태블릿 컴퓨터이다. 앞선 두 개의 브랜드를 통합하여 출시되었다. 2022년 10월 12일, 서피스 노트북 5와 서피스 스튜디오 2 플러스와 함께 총 4 가지 색상으로 발표되었다. 서피스 프로 9는 22H2 버전의 윈도우 11 운영체제와 12세대 인텔 코어 프로세서로 구동된다. 소비자는 12세대 인텔 프로세서 대신 마이크로스프트가 직접 개발한 SQ3 칩을 선택할 수 있다.